# Miracle on 34th Street (1994)
Miracle on 34th Street is een kerstfilm uit 1994 onder regie van Les Mayfield. Het is de vierde versie (de tweede theatrale) van de originele film uit 1947. Net als de originele film werd deze versie uitgebracht door 20th Century Fox. De in New York gesitueerde Macy's wilde echter op geen enkele manier deelnemen aan deze film, waardoor het fictieve Cole's gebruikt werd als vervanger. Richard Attenborough werd voor zijn bijrol in Miracle on 34th Street genomineerd voor een Saturn Award.

## Verhaal
Wanneer de Kerstman van warenhuis Cole's vlak voor de Thanksgiving-parade dronken wordt opgemerkt, wordt hij ontslagen door Dorey, directeur van speciale evenementen, en zij moet onmiddellijk een vervanger zien te vinden. Ze ziet een oude man (Richard Attenborough) de dronken Kerstman uitschelden en smeekt hem om het over te nemen. Hij zegt Kris Kringle te heten. Kris doet het zo goed tijdens de parade dat hij onmiddellijk ingehuurd wordt door Cole's als belangrijkste Kerstman voor de vakantieperiode. Alle kinderen in New York beginnen te geloven dat hij de echte Kerstman is, met uitzondering van de zesjarige Susan, de dochter van Dorey. De vriend van Dorey, Bryan Bedford, doet zijn best om Susan te overtuigen te geloven. Terwijl Kris op Susan oppast voor een nacht, vertelt Susan hem haar kerstwensen. Ze wil graag een vader, een huis (het huis dat jaarlijks gebruikt wordt voor de catalogus van Cole's) en een babybroertje. Kris merkt op dat een zwangerschap negen maanden duurt en een baby niet zomaar komt. Hij vraagt haar of ze dan in de Kerstman zou geloven als zij al die dingen zou krijgen. Susan zegt dat ze dat zou doen.
Aan Kris wordt het toegeschreven dat er veel meer producten verkocht worden bij Cole's dan de voorgaande jaren, totdat hij op een nacht gearresteerd wordt wegens vermeende mishandeling van een man op de straat. Later komt de waarheid naar buiten als blijkt dat de man die aangevallen was de oorspronkelijke dronken Kerstman betrof die een plan had bedacht om Kris te arresteren met de hulp van de stafleden van de concurrent van Cole's.
Met de hulp van Bryan neemt Dorey de zaak van Kris naar de rechtbank en roept het publiek op hem te steunen. Al snel wordt duidelijk dat, om Kris vrijgesproken en vrijgelaten te krijgen, Bryan moet bewijzen dat niet alleen de Kerstman bestaan, maar ook dat Kris de echte is. Het is een schijnbaar onmogelijke taak totdat Bryan met een plan komt dat enige hulp van Susan vereist.
Net als de rechter overgaat om zijn beslissing te maken en het erop lijkt dat hij ten nadele van Kris uitspraak doet, loopt Susan naar de rechter met een kerstkaart met daarin een $1-dollar biljet. Op de achterkant staan de woorden In God We Trust omcirkeld. De rechter beseft dat als het Amerikaanse ministerie van Financiën in God kan geloven zonder harde bewijzen, dan ook de mensen van New York op dezelfde manier in de Kerstman kunnen geloven. Dit laat de uitgelaten rechter geen andere keuze dan te verklaren dat de Kerstman echt is, en aldus Kris in vrijheid stelt.
Na de rechtszaak zijn Dorey en Bryan door Kris gevraagd (zogenaamd namens de ander) naar de kerk te komen na de nachtmis op kerstavond, waar ze hun wederzijdse gevoelens voor elkaar kenbaar maken en snel met elkaar te laten trouwen. Op kerstochtend wordt Susan wakker met het nieuws van het huwelijk en ze is opgetogen dat ze het eerste deel van haar kerstwens gekregen heeft: een vader. Samen met elkaar rijden Susan, Dorey en Bryan naar het huis van de catalogus en merken bij aankomst dat Kris geregeld heeft dat zij het huis kunnen kopen. Nu heeft Susan twee van de drie wensen gekregen en rent opgewonden naar boven in het huis om te kijken naar haar slaapkamer. Dorey en Bryan vragen haar wat het laatste deel van haar kerstwens was, en triomfantelijk bekent ze dat dat een babybroertje is. Dorey en Bryan kijken geschokt naar elkaar, alvorens ze naar de buik van Dorey kijken. De film eindigt met de overtuiging dat Susan nu alles heeft gekregen wat ze vroeg.

## Rolverdeling
| Acteur               | Personage                                 |
| -------------------- | ----------------------------------------- |
| Richard Attenborough | Kris Kringle                              |
| Mara Wilson          | Susan Walker                              |
| Dylan McDermott      | Bryan Bedford                             |
| Elizabeth Perkins    | Dorey Walker                              |
| JT Walsh             | Ed Collins                                |
| Simon Jones          | Donald Shellhammer                        |
| James Remar          | Mr Jack Duff                              |
| Jane Leeves          | Ms Alberta Leonard                        |
| Robert Prosky        | rechter Henry Harper                      |
| Allison Janney       | vrouw in Cole Shopping Center             |
| Joss Ackland         | Victor Landberg, van concurrerende winkel |
| Jack McGee           | Tony Falacchi, de dronken Kerstman        |